# Đại hội Đảng Cộng sản Việt Nam lần thứ IV
Đại hội Đảng Cộng sản Việt Nam lần thứ IV hay Đại hội đại biểu toàn quốc lần IV Đảng Cộng sản Việt Nam diễn ra từ ngày 14 đến ngày 20-12-1976 tại Hà Nội. Đây là Đại hội đầu tiên của nước Cộng hòa Xã hội chủ nghĩa Việt Nam sau khi được thống nhất từ Việt Nam Dân chủ Cộng hòa và Cộng hòa Miền Nam Việt Nam. Tham dự đại hội có tất cả 1008 đại biểu chính thức, thay mặt cho 1.550.000 đảng viên của cả hai miền đất nước, cùng với sự có mặt của nhiều Đảng Cộng sản và các tổ chức quốc tế khác.

## Bối cảnh lịch sử
Đại hội Đảng Cộng sản Việt Nam IV diễn ra trong bối cảnh cuộc Kháng chiến chống Mỹ đã đạt được thắng lợi. Hai miền Nam Bắc thống nhất sau hơn 20 năm chia cắt từ Hiệp định Geneve 1954 bằng việc hiệp thương của hai nhà nước tồn tại trên lãnh thổ Việt Nam từ sau 30 tháng 4 năm 1975 là Việt Nam Dân chủ Cộng hòa và Cộng hòa Miền Nam Việt Nam.

## Hoạt động
Đại hội đã thảo luận, đánh giá quyết định chuyển cách mạng Việt Nam từ cách mạng xã hội chủ nghĩa ở miền Bắc và cách mạng dân tộc dân chủ ở miền Nam sang thực hiện cách mạng xã hội trên toàn đất nước. Từ nhận định đó, Đại hội đề ra đường lối xây dựng chủ nghĩa xã hội trong phạm vi cả nước, gồm:
- Đường lối chung cách mạng xã hội chủ nghĩa
- Đường lối xây dựng kinh tế trong thời kì quá độ

Những đường lối này được Đại hội đề ra dựa trên cơ sở kinh nghiệm của cách mạng xã hội chủ nghĩa ở miền Bắc trong 21 năm (1954-1975), nhất là xuất phát từ đặc điểm tình hình đất nước và thế giới trong giai đoạn cách mạng mới.
Đại hội nêu ra 3 đặc điểm lớn của cách mạng Việt Nam, mà đặc điểm lớn nhất là: "Nước ta vẫn đang trong quá trình từ một xã hội mà nền kinh tế còn phổ biến là sản xuất nhỏ tiến thẳng lên Chủ nghĩa xã hội, bỏ qua giai đoạn phát triển Tư bản chủ nghĩa." Đặc điểm này quy định cuộc cách mạng xã hội chủ nghĩa ở Việt Nam là một quá trình biến đổi cách mạng toàn diện, sâu sắc và triệt để, đồng thời cũng quy định tính chất lâu dài, khó khăn và phức tạp trong quá trình đó. 

### Nhiệm vụ cách mạng miền Bắc
Miền Bắc do đã có 21 năm đi lên Chủ nghĩa xã hội từ 1954 nên trong giai đoạn này phải tiếp tục đẩy mạnh sự nghiệp xây dựng Chủ nghĩa xã hội và hoàn thiện quan hệ sản xuất xã hội chủ nghĩa. Góp phần cùng cả nước tiến nhanh, tiến mạnh, tiến vững chắc lên chủ nghĩa xã hội.

### Nhiệm vụ cách mạng miền Nam
Do mới giải phóng, và trong suốt thời kì Việt Nam Cộng hòa và Mặt trận Dân tộc Giải phóng miền Nam nền kinh tế miền Nam trong chừng mực phát triển theo hướng tư bản chủ nghĩa, nhưng về cơ bản vẫn mang tính chất của kinh tế nông nghiệp, sản xuất nhỏ và phân tán, phát triển không cân đối, lệ thuộc vào viện trợ bên ngoài. Đại hội quyết định miền Nam phải đồng thời tiến hành cải tạo xã hội chủ nghĩa và xây dựng Chủ nghĩa xã hội, góp phần cùng cả nước tiến nhanh, tiến mạnh, tiến vững chắc lên chủ nghĩa xã hội.

### Kế hoạch 5 năm 1976-1980
Nhằm thực hiện mục tiêu đưa cả nước tiến nhanh, tiến mạnh, tiến vững chắc lên chủ nghĩa xã hội, Đại hội đề ra Kế hoạch 5 năm 1976-1980 và quyết định phương hướng, nhiệm vụ, mục tiêu của Kế hoạch là xây dựng Chủ nghĩa xã hội và cải tạo quan hệ sản xuất xã hội chủ nghĩa, nhằm hai mục tiêu cơ bản:
- Xây dựng một bước cơ sở vật chất – kĩ thuật của Chủ nghĩa xã hội
- Bước đầu hình thành cơ cấu kinh tế mới trong cả nước mà bộ phận chủ yếu là cơ cấu công - nông nghiệp và cải thiện một bước đời sống vật chất và văn hóa của nhân dân lao động.

### Hoạt động khác
Thông qua Báo cáo chính trị.
Bầu Ban Chấp hành Trung ương mới gồm 101 Ủy viên chính thức và 32 Ủy viên dự khuyết. Ban Chấp hành mới bầu Bộ Chính trị gồm có 14 Ủy viên chính thức và 3 Ủy viên dự khuyết. Lê Duẩn được bầu làm Tổng Bí thư.
Đại hội cũng quyết định khôi phục lại tên cũ của Đảng thành Đảng Cộng sản Việt Nam.

## Hạn chế và khó khăn
Đại hội vấp phải một số sai lầm, khuyết điểm chủ yếu do tư tưởng chủ quan, nóng vội, giáo điều, thể hiện rõ nhất qua việc đề ra phương châm tiến nhanh, tiến mạnh, tiến vững chắc lên chủ nghĩa xã hội, đề ra các mục tiêu, chỉ tiêu quá cao, không tính đến khá năng thực hiện và điều kiện cụ thể của đất nước sau thống nhất. Sai lầm trong cả chủ trương cải tạo, quản lý kinh tế, thể hiện tư tưởng bảo thủ, trì trệ.
Kinh tế Việt Nam mất cân đối lớn, kinh tế quốc doanh và tập thể luôn thua lỗ nặng, không phát huy tác dụng. Kinh tế tư nhân và cá thể bị ngăn cấm triệt để. Sản xuất chậm phát triển, thu nhập quốc dân, năng suất thấp, đời sống nhân dân khó khăn, xã hội nảy sinh nhiều hiện tượng tiêu cực.

## Nhận xét
Ông Hoàng Văn Hoan, viết trong cuốn sách Giọt nước trong biển cả, cho là ông không những không còn được bổ dụng vào Bộ Chính trị mà còn, như một số đông người khác bị cho là thân Trung Quốc, bị loại ra khỏi Ban Chấp hành Trung ương. Ông Hoan cho đây là do đường lối chính trị của Lê Duẩn, ông gọi là "âm mưu biến Việt Nam thành một nước bá chủ ở Đông Dương và ở Đông Nam Á", mà Lê Duẩn biết là sẽ bị sự phản đối mạnh của Trung Quốc. Ông Hoan cho đó là một chiến lược phản cách mạng. Nó phản bội mục tiêu của cuộc kháng chiến chống Mỹ, cứu nước để xây dựng một nước Việt Nam hòa bình, thống nhất, độc lập, dân chủ và giàu mạnh.